# Forest (gruppo musicale)
I Forest sono stati un gruppo musicale acustico britannico di folk psichedelico.

## Storia
Nato con il nome di The Foresters of Walesby, il gruppo iniziò a cantare canzoni popolari di armonia vocale senza accompagnamento nei club folcloristici del Lincolnshire. Dopo essersi trasferiti a Birmingham, West Midlands, nel 1968, hanno abbreviato il loro nome in Forest e presto sono passati a scrivere all'interno del fiorente movimento folk psichedelico/acido, sulla scia dell'emergere della Incredible String Band a metà degli anni '60.
Nel 1969, furono tra i primi gruppi della nuova etichetta progressiva Harvest Records della EMI; debuttarono con il singolo non contenuto in nessun album Searching For Shadows/Mirror of Life, seguito dall'omonimo album di debutto di Forest che conteneva una serie di strumenti acustici medievali, armonie contrappuntistiche e immagini liriche pastorali.
Il secondo album The Full Circle fu pubblicato un anno dopo; entrambe le copertine degli album apribili presentavano opere d'arte straordinariamente inquietanti dell'artista Joan Melville. I due album furono ristampati in un unico cd nel 1994.
Allenby lasciò la band nel 1971 e i fratelli Welhams per le esibizioni dal vivo arruolarono Dave Panton e Dave Stubbs; questa formazione si esibì tra l'altro alla BBC, e le registrazioni furono pubblicate nel 1989 in un disco dal vivo, Concert.
L'ultima apparizione dei Forest al festival fu al Pinkpop Festival del 1971 a Geleen, Paesi Bassi, che li vide registrare le loro ultime sessioni di BBC Radio 1 prima di sciogliersi nello stesso anno.

## Formazione
- Hadrian Welham – voce, chitarra, armonica, violoncello, mandolino, organo, harpsichord, percussioni
- Martin Welham – voce, chitarra dodici corde, pianoforte, harmonium, flauto, percussioni
- Derek Allenby (1969-1971) – voce, mandolino, armonica a bocca, flauto, percussioni
- Dave Panton (1971) – viola, oboe e sassofono
- Dave Stubbs (1971) – basso

## Discografia

### Album in studio
- 1969 – Forest (Harvest, SHVL 760)
- 1970 – The Full Circle (Harvest, SHVL 784)

### Album dal vivo
- 1989 – Concert (Hablabel, HBL 20401)

### Singoli
- 1969 – Searching For Shadows/Mirror of Life (Harvest, HAR 5007)